# Jordan Clarkson
Jordan Taylor Clarkson (Tampa, Florida, 7 de junio de 1992) es un jugador de baloncesto filipino-estadounidense que pertenece a la plantilla de los New York Knicks de la NBA. Con 1,91 metros de altura, juega en la posición de base.

## Trayectoria deportiva

### Instituto
Clarkson asistió al instituto "Karen Wagner High School" en San Antonio, Texas. En su segunda temporada como sophomore, promedió 10 puntos por partido mientras que fue elegido Mención Honorable en los elogios de "all-district", En su tercera temporada como júnior, promedió 20 puntos, seis rebotes y cuatro asistencias por partido, liderando a su equipo a un récord de 32-8 y a las semifinales estatales Clase 5A.
El 11 de noviembre de 2009, Clarkson firmó la Carta Nacional de Intención para jugar baloncesto universitario con la Universidad de Tulsa.
En su última temporada como sénior, promedió 18,9 puntos, 6,1 rebotes, 3,4 asistencias y 2,1 robos por partido, liderando a su equipo a un récord de 38-2, pero fueron derrotados en las semifinales del campeonato estatal, donde anotó 22 puntos y atrapó 7 rebotes.

#### Premios y honores
- Jugador del Año WOAI-TV del área de San Antonio (2009)
- San Antonio Express News Super Team (2009)
- Mejor Quinteto Estatal por la Asociación de Entrenadores de Baloncesto de Texas (TABC) (2009)
- Mejor Quinteto de la Región (2009)
- Mejor Quinteto del Distrito 27-5A (2009)
- Mejor Quinteto de la Región (2010)
- Mejor Quinteto del Distrito 27-5A (2010)
- San Antonio Express News Super Team (2010)
- MVP del Faith Seven Game (2010)
- Finalista del McDonald's All-America (2010)
- Jugador del Año High School San Antonio (2010)

### Universidad
En su primera temporada como freshman en Tulsa, Clarkson fue nombrado en el mejor quinteto freshman (debutante) de la Conference USA de 2011 después de haber sido nombrado freshman (debutante) de la semana de la Conference USA cuatro veces en 2010-11. En 27 partidos (nueve como titular), promedió 11,5 puntos, 2,1 rebotes y 1,9 asistencias en 24,9 minutos por partido.
En su segunda temporada como sophomore, fue nombrado en el mejor quinteto de la Conference USA y en el mejor quinteto del distrito 11 de la NABC. En 31 partidos (todos como titular), promedió 16,5 puntos, 3,9 rebotes y 1,9 asistencias en 33,9 minutos por partido.
En mayo de 2012 se transfirió a Missouri y posteriormente estuvo fuera la temporada 2012-13 debido a las reglas de transferencia de la NCAA.
En su tercera temporada como júnior, fue nombrado en el segundo mejor quinteto de la Southeastern Conference de 2014. También fue nombrado en la lista de mediatemporada de los 25 mejores jugadores para el Premio John R. Wooden y fue elegido Jugador de la Semana de la Southeastern Conference en tres ocasiones. En 35 partidos (todos como titular), promedió 17,5 puntos, 3,8 rebotes, 3,4 asistencias y 1,1 robos en 35,1 minutos por partido.
El 31 de marzo de 2014, declaró su elegibilidad para el draft de la NBA, renunciando a su último año universitario.

#### Estadísticas
| Año     | Equipo   | PJ | PT | MPP  | %TC  | %3P  | %TL  | RPP | APP | ROB | TPP | PPP  |
| ------- | -------- | -- | -- | ---- | ---- | ---- | ---- | --- | --- | --- | --- | ---- |
| 2010–11 | Tulsa    | 27 | 9  | 24.9 | .433 | .303 | .793 | 2.1 | 1.9 | .7  | .1  | 11.5 |
| 2011–12 | Tulsa    | 31 | 31 | 33.9 | .435 | .374 | .784 | 3.9 | 2.5 | .9  | .5  | 16.5 |
| 2013–14 | Missouri | 35 | 35 | 35.1 | .448 | .281 | .831 | 3.8 | 3.4 | 1.1 | .2  | 17.5 |
| Total   | Total    | 93 | 75 | 31.7 | .440 | .322 | .804 | 3.3 | 2.7 | .9  | .3  | 15.4 |

### Profesional

#### Los Angeles Lakers (2014-2018)

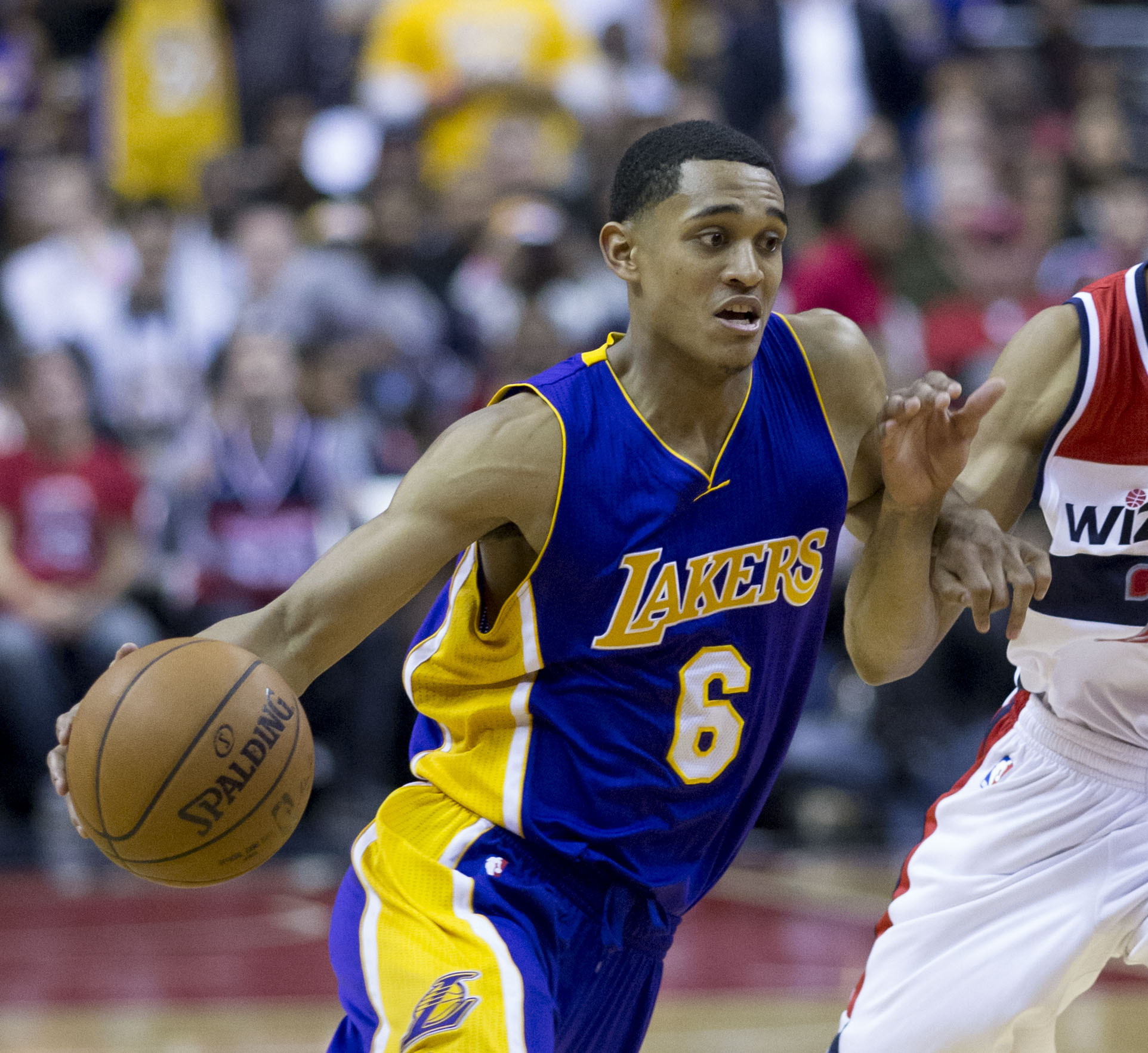
Clarkson, en su etapa en los Lakers.

El 26 de junio de 2014, fue seleccionado en el puesto número 46 del Draft de la NBA de 2014 por los Washington Wizards, pero esa misma noche fue traspasado a Los Angeles Lakers. En julio de 2014, se unió a los Lakers para disputar la NBA Summer League de 2014. El 25 de agosto de 2014, firmó su primer contrato como profesional con los Lakers. El 28 de octubre de 2014, Clarkson hizo su debut en la NBA contra los Houston Rockets, registrando 8 puntos, 4 rebotes y 2 asistencias. Además esa primera temporada ganó el premio a rookie del mes en la conferencia oeste en marzo.

#### Cleveland Cavaliers (2018-2019)
Tras tres temporadas y media en Los Ángeles, el 8 de febrero de 2018 fue traspasado a Cleveland Cavaliers junto con Larry Nance Jr. a cambio de Isaiah Thomas, Channing Frye y la primera ronda de los Cavs en el Draft de 2018. El 13 de febrero de 2019, durante su segunda temporada en Cleveland, registra el récord de anotación de su carrera con 42 puntos, en la derrota ante Brooklyn Nets.

#### Utah Jazz (2019-2025)
El 23 de diciembre de 2019, es traspasado a Utah Jazz a cambio de Dante Exum.
El 15 de febrero de 2021, durante su segundo año en Utah, anota 40 puntos (con 8 triples) saliendo desde el banquillo, en la victoria ante Philadelphia 76ers. El término de la temporada regular, fue galardonado con el premio al Mejor sexto hombre de la NBA.
En el trascurso de su tercera temporada con los Jazz, el 12 de marzo de 2022 ante Sacramento Kings, anota 45 puntos, récord personal de anotación.
La temporada siguiente, la 2022-23, disputa 61 encuentros, todos ellos como titular, y con el mejor promedio anotador de su carrera (20,8 puntos por encuentro). 
El 2 de julio de 2023 firma una extensión de contrato con Utah por 3 años y $55 millones. Durante su quinta temporada en Utah, el 1 de enero de 2024, registra un triple-doble de 20 puntos, 11 asistencias y 10 rebotes, siendo el primer triple-doble en temporada regular de la franquicia de Utah, desde el 13 de febrero de 2008 conseguido por Carlos Boozer.
El 30 de junio de 2025 acuerda una rescisión de contrato con los Jazz, convirtiéndose en agente libre.

#### New York Knicks (2025–presente)
El 7 de julio de 2025 firma por una temporada con New York Knicks.

### Selección nacional
Aunque la selección de Filipinas había tratado de incorporar a Clarkson desde 2011, su debut con el combinado nacional se produjo recién en el marco del torneo de baloncesto de los Juegos Asiáticos de 2018 en Indonesia.
En agosto de 2022 volvió a ser convocado a la selección de Filipinas para disputar la primera ventana de la segunda fase de la clasificación de FIBA Asia y FIBA Oceanía para la Copa Mundial de Baloncesto de 2023. En esa ocasión jugó ante Líbano -anotando 27 puntos- y ante Arabia Saudita -anotando 23 puntos.
Durante agosto y septiembre de 2023 fue integrante de la selección de Filipinas que participó en el Mundial de 2023 celebrado en Asia, y que finalizó en vigesimocuarto lugar.

## Estadísticas de su carrera en la NBA

### Temporada regular
| Año     | Equipo      | PJ  | PT  | MPP  | %TC  | %3P  | %TL  | RPP | APP | ROB | TPP | PPP  |
| ------- | ----------- | --- | --- | ---- | ---- | ---- | ---- | --- | --- | --- | --- | ---- |
| 2014-15 | L.A. Lakers | 59  | 38  | 25.0 | .448 | .314 | .829 | 3.2 | 3.5 | .9  | .2  | 11.9 |
| 2015-16 | L.A. Lakers | 79  | 79  | 32.3 | .433 | .347 | .804 | 4.0 | 2.4 | 1.1 | .1  | 15.5 |
| 2016-17 | L.A. Lakers | 82  | 19  | 29.2 | .445 | .329 | .798 | 3.0 | 2.6 | 1.1 | .1  | 14.7 |
| 2017-18 | L.A. Lakers | 53  | 2   | 23.7 | .448 | .324 | .795 | 3.0 | 3.3 | .7  | .1  | 14.5 |
| 2017-18 | Cleveland   | 28  | 0   | 22.6 | .456 | .407 | .810 | 2.1 | 1.7 | .7  | .1  | 12.6 |
| 2018-19 | Cleveland   | 81  | 0   | 27.3 | .448 | .324 | .844 | 3.3 | 2.4 | .7  | .2  | 16.8 |
| 2019-20 | Cleveland   | 29  | 0   | 23.0 | .442 | .371 | .884 | 2.4 | 2.4 | .6  | .3  | 14.6 |
| 2019-20 | Utah        | 42  | 2   | 24.7 | .462 | .366 | .785 | 2.8 | 1.6 | .7  | .2  | 15.6 |
| 2020-21 | Utah        | 68  | 1   | 26.7 | .425 | .347 | .896 | 4.0 | 2.5 | .9  | .1  | 18.4 |
| 2021-22 | Utah        | 79  | 1   | 27.1 | .419 | .318 | .828 | 3.5 | 2.5 | .8  | .2  | 16.0 |
| 2022-23 | Utah        | 61  | 61  | 32.6 | .444 | .338 | .816 | 4.0 | 4.4 | .5  | .2  | 20.8 |
| 2023-24 | Utah        | 55  | 19  | 30.6 | .413 | .294 | .881 | 3.4 | 5.0 | .6  | .1  | 17.1 |
| 2024-25 | Utah        | 37  | 9   | 26.0 | .408 | .362 | .767 | 3.2 | 3.7 | .8  | .2  | 16.2 |
| Total   | Total       | 753 | 231 | 27.7 | .436 | .336 | .829 | 3.4 | 2.9 | .8  | .2  | 16.0 |

### Playoffs
| Año   | Equipo    | PJ | PT | MPP  | %TC  | %3P  | %TL   | RPP | APP | ROB | TPP | PPP  |
| ----- | --------- | -- | -- | ---- | ---- | ---- | ----- | --- | --- | --- | --- | ---- |
| 2018  | Cleveland | 19 | 0  | 15.1 | .301 | .239 | .833  | 1.7 | .7  | .4  | .2  | 4.7  |
| 2020  | Utah      | 7  | 0  | 28.6 | .464 | .347 | 1.000 | 3.4 | 2.1 | .9  | .0  | 16.7 |
| 2021  | Utah      | 11 | 0  | 27.1 | .406 | .351 | .962  | 3.1 | 1.5 | .6  | .3  | 17.5 |
| 2022  | Utah      | 6  | 0  | 28.3 | .548 | .375 | .889  | 3.2 | 1.3 | .5  | .2  | 17.5 |
| Total | Total     | 43 | 0  | 22.2 | .413 | .329 | .933  | 2.5 | 1.2 | .6  | .2  | 11.7 |

## Vida personal
Clarkson es hijo de Mike Clarkson, estadounidense, y de Annette Davis, filipina, por lo que posee doble nacionalidad.
Tiene una hija, nacida en 2019, que vive en San Antonio, Texas.
Desde 2020 a 2021 mantuvo una relación sentimental con la modelo Ally Rossel.
Desde septiembre de 2022 mantiene una relación sentimental con la cantante Maggie Lindemann.